# Anton Böhringer
Anton Böhringer (* 3. Februar 1924 in Untersulmetingen, heute ein Stadtteil von Laupheim; † 3. März 2001 in Gerlingen) war ein deutscher Jurist.

## Leben
Böhringer wurde zum Doktor der Rechte promoviert. Er war Mitglied der katholischen Studentenverbindung KStV Alamannia Tübingen im KV.
1963 wurde Böhringer als Nachfolger von Friedrich Seethaler zum Direktor des Landtags von Baden-Württemberg berufen. Dieses Amt hatte er bis zu seinem Eintritt in den Ruhestand am 15. August 1988 inne. Ihm folgte Thomas Rösslein nach.

## Ehrungen und Auszeichnungen
- 1988: Großes Bundesverdienstkreuz[3]
- 1989: Verdienstmedaille des Landes Baden-Württemberg[4]

## Werke
- Bundestag, Bundesrat, Landesparlamente, NDV Neue Darmstädter Verlagsanstalt, Rheinbreitbach 1991.